# The Dangerous Age
The Dangerous Age is een Amerikaanse dramafilm uit 1923 onder regie van John M. Stahl. Destijds werd de film in Nederland uitgebracht onder de titel De gevaarlijke leeftijd.

## Verhaal
Na twintig jaar huwelijk wordt John Emerson door zijn vrouw Mary meer als een kind dan als een echtgenoot behandeld. Hij wordt stapelverliefd op de veel jongere Gloria Anderson en neemt zijn nieuwe vlam mee naar de paardenrennen en naar het cabaret. Hij besluit zijn vrouw Mary een brief te schrijven om haar te vertellen dat hij van plan is om ervandoor te gaan met Gloria. Hij krijgt er al gauw spijt van, wanneer hij Gloria aantreft in de armen van haar verloofde. John doet nog een poging om de brief te onderscheppen, maar uiteindelijk krijgt Mary hem toch te lezen. Zijn vrouw beseft dat zij deels verantwoordelijk is voor het onbezonnen gedrag van haar echtgenoot.

## Rolverdeling
| Acteur          | Personage         |
| --------------- | ----------------- |
| Lewis Stone     | John Emerson      |
| Cleo Madison    | Mary Emerson      |
| Edith Roberts   | Ruth Emerson      |
| Ruth Clifford   | Gloria Sanderson  |
| Myrtle Stedman  | Mevrouw Sanderson |
| James Morrison  | Bob               |
| Helen Lynch     | Bebe Nash         |
| Lincoln Stedman | Ted               |
| Edmund Burns    | Tom               |
| Richard Tucker  | Robert Chanslor   |